# Загорівка (Конотопський район)
Заго́рівка —  село в Україні, у Кролевецькій міській громаді Конотопського району Сумської області. Населення становить 1 особа. До 2020 орган місцевого самоврядування — Яровська сільська рада.

## Географія
Село Загорівка знаходиться неподалік від витоків річки Бистра, за 1 км розташоване село Соломашине.

## Історія
12 червня 2020 року, відповідно до розпорядження Кабінету Міністрів України № 723-р «Про визначення адміністративних центрів та затвердження територій територіальних громад Сумської області», село увійшло до складу Кролевецької міської громади.
19 липня 2020 року, в результаті адміністративно-територіальної реформи та ліквідації Кролевецького району, увійшло до складу новоутвореного Конотопського району.

## Символіка
На гербі зображені пагорби-гори та яри (у форму оленячих рогів) а також мисливський ріжок. Герб представляє собою гру слів. Слова роги є анаграмою до слова гори, тому герб є подвійнопромовистим. Мисливський ріжок ще більше підсилює цю гру слів. Таким чином на гербі можна побачити 2 гори (зелену і білу), 2 мисливських роги і 1 мисливський ріжок а також 3 яри - мисливський ріжок у формі яру і 2 оленячі роги. Якщо гори перевернути догори-дриґом то також утворяться яри. Яри також є посиланням на село Ярове, де раніше знаходилася сільрада. Червоний колір на кріпленні ріжка - посилання на Кролевецьку громаду, частиною якого є село.